# Cherryland
Cherryland – jednostka osadnicza w Stanach Zjednoczonych, w stanie Kalifornia, w hrabstwie Alameda.